# Shangri-La (Album)
Shangri-La (engl. für: „Paradies“) ist das vierte Soloalbum des britischen Musikers Mark Knopfler, das im September 2004 erschien.

## Hintergrund
Nachdem sich Mark Knopfler in seinem vorherigen Album The Ragpicker’s Dream sehr stark dem Country gewidmet hat, vereint er auf diesem Album Blues, Country und Rockelemente. Der Opener 5:15 AM ist ein langsam anfangendes, sich stetig steigerndes, Mid-Tempo-Stück, gefolgt von der schnellen Country&Blues-Nummer Boom, like that, welche an die Dire Straits-Zeiten erinnert. Danach verlaufen die Lieder meist ruhig und entspannt. Es gibt Ausnahmen, wie das knackige Lied Song for Sonny Liston. Knopfler besingt hier den Boxer Sonny Liston, der einmal sagte: „Some day they gonna write a blues for fighters. It’ll just be for slow guitar, soft trumpet and a bell.“ Mark Knopfler gelingt eine sehr bluesige Up-Tempo-Nummer mit einem einprägsamen Gitarren-Riff. Doch es ist nicht die einzige Widmung an – zumeist verstorbene – Persönlichkeiten. Back to Tupelo ist ein Lied, das sich kritisch mit der Filmkarriere Elvis Presleys auseinandersetzt. In Donegan’s Gone besingt er den irischen Folkmusiker Lonnie Donegan.
Durch das Album zieht sich eine sehr entspannte Stimmung. Nachdem Mark Knopfler 2003 einen Motorradunfall hatte und seine Tour absagen musste, ist er hier nur dankbar zu leben und dieses Album aufnehmen zu können. Dies merkt man besonders im Titellied, welches die Textzeile beherbergt: „This is all the heaven we’ve got, right here where we are.“
Zusätzlich zur Veröffentlichung der CD wurde eine limitierte Auflage des Albums herausgebracht, welche auf einer zusätzlichen DVD Interviews und Videoclips von den Liedern Boom, like that, Everybody Pays, Whoop De Doo und dem unveröffentlichten Summer of Love enthält.
Mark Knopfler startete 2005 eine Tour, beginnend in der Royal Albert Hall in London. Diese Tour führte ihn außerdem nach langer Zeit wieder nach Australien.

## Titelliste
1. 5:15 A.M. – 5:54
2. Boom, Like That – 5:49
3. Sucker Row – 4:55
4. The Trawlerman’s Song – 5:00
5. Back To Tupelo – 4:28
6. Our Shangri-La – 5:41
7. Everybody Pays – 5:22
8. Song For Sonny Liston – 5:06
9. Whoop De Doo – 3:49
10. Postcards From Paraguay – 4:04
11. All That Matters – 3:08
12. Stand Up Guy – 4:32
13. Donegan’s Gone – 3:00
14. Don’t Crash The Ambulance – 5:06

## Kritiken
Die Internetseite laut.de meint, dass Mark Knopfler mit Shangri-La erneut ein spielfreudiges und harmonisches Album abliefere. Der Druck und die Erwartungen aus den Tagen mit den Dire Straits habe er längst hinter sich gelassen. Mittlerweile spiele er Musik, die ihm aus dem Herzen komme. Dass er damit dennoch Charterfolge feiere, sei eine erfreuliche Nebensache. Dass ihm dabei nichts groß Neues mehr einfiele, sei ihm verziehen. Die Internetseite gab dem Album 3 von 5 möglichen Punkten.

## Kommerzieller Erfolg

### Chartplatzierungen
| ChartsChartplatzierungen       | Höchstplatzierung | Wochen |
| ------------------------------ | ----------------- | ------ |
| Deutschland (GfK)              | 3 (17 Wo.)        | 17     |
| Österreich (Ö3)                | 14 (6 Wo.)        | 6      |
| Schweiz (IFPI)                 | 7 (9 Wo.)         | 9      |
| Vereinigte Staaten (Billboard) | 66 (6 Wo.)        | 6      |
| Vereinigtes Königreich (OCC)   | 11 (4 Wo.)        | 4      |

| ChartsJahrescharts (2004) | Platzierung |
| ------------------------- | ----------- |
| Deutschland (GfK)         | 96          |
| Schweiz (IFPI)            | 89          |

### Auszeichnungen für Musikverkäufe
| Land/Region                  | Auszeichnungen für Musikverkäufe (Land/Region, Auszeichnung, Verkäufe) | Verkäufe |
| ---------------------------- | ---------------------------------------------------------------------- | -------- |
| Dänemark (IFPI)              | Gold                                                                   | 20.000   |
| Deutschland (BVMI)           | Gold                                                                   | 100.000  |
| Schweiz (IFPI)               | Gold                                                                   | 20.000   |
| Vereinigtes Königreich (BPI) | Silber                                                                 | 60.000   |
| Insgesamt                    | 1× Silber · 3× Gold · × Platin ·                                       | 200.000  |